# 马岛雉鸻
马岛雉鸻（学名：Actophilornis albinucha），又稱馬島水雉，是鸟纲鴴形目雉鸻科非洲雉鸻属的一种，分布于马达加斯加岛，故名。是当地的特有种。